# Нзоко, Джулли
Джулли Нзоко (фр. Djoully Nzoko; родился 11 октября 2007, Финляндия) — финский футболист, вингер бельгийского клуба «Йонг Генк».

## Клубная карьера
Джулли Нзоко родился в Финляндии и в возрасте 7 лет начал заниматься футболом в академии ТПС. В 2017 году присоединился к клубу «Интер Турку», а в 2021 году подписал свой первый контракт с командой. 3 февраля 2024 года дебютировал за основную команду клуба, выйдя на замену в матче Кубка Финской лиги против «Мариехамна». 31 мая 2024 года в матче против «Хаки» дебютировал в Вейккауслиге. 6 сентября 2024 года бельгийский «Генк» объявил о подписании контракта с Джулли до 2027 года. 9 ноября 2024 года Нзоко вышел на замену в матче Челленджер Про Лиги против команды «Клуб НКСТ», дебютировав за фарм-клуб «Йонг Генк».

## Карьера в сборной
Выступал за сборные Финляндии до 16, до 17, до 18 и до 19 лет.